# Lidia Trettel
Lidia Trettel (* 5. April 1973 in Cavalese) ist eine ehemalige italienische Snowboarderin in den Disziplinen Riesenslalom, Parallelslalom sowie Parallelriesenslalom. Die Vizeweltmeisterin von 1999 gewann die Bronzemedaille im Parallelriesenslalom bei den Olympischen Winterspielen 2002 in Park City.

## Werdegang
Trettel, die für ASD Cauriol startete, gab ihr internationales Debüt bei einem FIS-Rennen am 12. März 1995 in Kitzbühel. Dabei gewann sie den Riesenslalom vor Ursula Fingerlos, ehe sie wenige Stunden später Dritte im Parallelslalom wurde. Ende November 1995 debütierte sie beim Riesenslalom in Zell am See im Snowboard-Weltcup, wo sie als Fünfzehnte direkt die Punkteränge erreichte. Etwas mehr als eine Woche später erreichte sie in Altenmarkt-Zauchensee als Dritte erstmals das Podest. Im Januar 1996 startete Trettel erstmals bei Snowboard-Weltmeisterschaften. Dabei belegte sie in Lienz den achten Rang im Riesenslalom sowie den 14. Platz im Parallelslalom. Ihre erste Saison im Weltcup beendete sie auf dem 19. Platz der Gesamtweltcupwertung.
Seit dem Winter 1996/97 gehörte Trettel zur absoluten Weltspitze im Snowboard. Besonders im Riesenslalom gehörte sie zu den besten Athletinnen, was unter anderem ihr erster Weltcup-Sieg im deutschen Lenggries Anfang 2017 belegt. Zudem konkurrierte Trettel in dieser Saison auch bei Wettbewerben im Snowboardcross, wo ihr bestes Resultat der achte Rang im Sun Peaks Resort darstellte. Bei den Snowboard-Weltmeisterschaften 1997 in Innichen trat sie jedoch nur in ihren Paradedisziplinen Riesenslalom sowie Parallelslalom an, wobei sie die Ränge 9 und 15 erreichte. Im Gesamtweltcup wurde sie Neunte, während sie in der Spezialwertung des Riesenslaloms als Vierte das Podium knapp verpasste. Dieses erreichte sie nach einem weiteren Weltcup-Sieg sowie Podestplatzierungen eine Saison später, als sie den Weltcup 1997/98 auf dem dritten Rang in der Riesenslalom-Wertung abschloss. Bei den Olympischen Winterspielen 1998 im japanischen Nagano belegte sie hinter Karine Ruby, Heidi Renoth und Brigitte Köck den vierten Platz im Riesenslalom, womit sie knapp die Medaillenränge verfehlte.
Im Winter 1998/99 gewann Trettel im schwedischen Tandådalen erstmals ein Weltcup-Rennen im Parallelslalom. Bei den Snowboard-Weltmeisterschaften 1999 in Berchtesgaden belegte sie in dieser Disziplin allerdings nur den zehnten Rang, wohingegen sie im Riesenslalom die Silbermedaille hinter ihrer Teamkollegin Margherita Parini gewann. Im Dezember 2000 gewann sie ihren fünften und letzten Weltcup-Sieg im Parallel-Riesenslalom in Ischgl. Ihr größter Erfolg der Karriere feierte sie allerdings bei den Olympischen Winterspielen 2002 in Park City, wo sie als Dritte hinter Isabelle Blanc und Karine Ruby die Bronzemedaille im Parallel-Riesenslalom gewann. Ein Jahr später erzielte sie mit dem vierten Rang beim Parallel-Riesenslalom im Rahmen der Snowboard-Weltmeisterschaften 2003 in Kreischberg ihr nächstes Top-Ergebnis.
In den folgenden Jahren erreichte sie zwar durchaus immer wieder Platzierungen unter den besten Zehn, konnte jedoch nicht mehr konstant zur Weltelite aufschließen. Nach der Weltcup-Saison 2005/06 beendete Trettel ihre Karriere.

## Erfolge

### Weltcup-Siege im Einzel
| Nr. | Datum             | Ort        | Disziplin             |
| --- | ----------------- | ---------- | --------------------- |
| 01. | 11. Januar 1997   | Lenggries  | Riesenslalom          |
| 02. | 11. März 1998     | Tandådalen | Riesenslalom          |
| 03. | 20. November 1998 | Tandådalen | Parallel-Riesenslalom |
| 04. | 19. Februar 1999  | Naeba      | Parallel-Riesenslalom |
| 05. | 2. Dezember 2000  | Ischgl     | Parallel-Riesenslalom |

## Statistik

### Teilnahmen an Olympischen Winterspielen
| Jahr und Ort   | Riesenslalom | Parallel-RS |
| -------------- | ------------ | ----------- |
| 1998 Nagano    | 04.          | –           |
| 2002 Park City | –            | 03.         |

### Teilnahmen an Snowboard-Weltmeisterschaften
| Jahr und Ort              | Riesenslalom | Parallel-RS | Parallelslalom |
| ------------------------- | ------------ | ----------- | -------------- |
| 1996 Lienz                | 08.          | –           | 14.            |
| 1997 Innichen             | 09.          | –           | 15.            |
| 1999 Berchtesgaden        | 02.          | 08.         | 10.            |
| 2001 Madonna di Campiglio | 10.          | 22.         | 20.            |
| 2003 Kreischberg          | –            | 04.         | 12.            |
| 2005 Whistler             | –            | 24.         | 39.            |

### Weltcup-Gesamtplatzierungen
| Saison  | Gesamtweltcup | Gesamtweltcup | Parallel | Parallel | Riesenslalom | Riesenslalom |
| Saison  | Platz         | Punkte        | Platz    | Punkte   | Platz        | Punkte       |
| ------- | ------------- | ------------- | -------- | -------- | ------------ | ------------ |
| 1995/96 | 19.           | 0265          | –        | –        | 18.          | 1320         |
| 1996/97 | 09.           | 0800          | –        | –        | 04.          | 5300         |
| 1997/98 | 08.           | 0768          | –        | –        | 03.          | 4610         |
| 1998/99 | 09.           | 0788          | –        | –        | 04.          | 5120         |
| 1999/00 | 24.           | 0352          | 13.      | 2500     | 24.          | 0716         |
| 2000/01 | 27.           | 0351          | –        | –        | 32.          | 0146         |
| 2001/02 | –             | –             | 13.      | 0750     | 14.          | 0180         |
| 2002/03 | –             | –             | 16.      | 2990     | –            | –            |
| 2003/04 | –             | –             | 16.      | 2995     | –            | –            |
| 2004/05 | –             | –             | 28.      | 1480     | –            | –            |
| 2005/06 | 79.           | 0811          | 30.      | 0811     | –            | –            |